# Solter alienus
Solter alienus is een insect uit de familie van de mierenleeuwen (Myrmeleontidae), die tot de orde netvleugeligen (Neuroptera) behoort. 
Solter alienus is voor het eerst wetenschappelijk beschreven door Hölzel in 2001.